# Eliana Cárdenas
Eliana Cárdenas (La Habana, 1951 - 4 de marzo de 2010) Fue una arquitecta cubana, doctora en Ciencias Técnicas, profesora e investigadora titular de Facultad de Arquitectura del Instituto Superior Politécnico José Antonio Echevarría (ISPJAE) en La Habana, y colaboradora de universidades a nivel internacional. En Cuba ocupó varios cargos, como Directora de la revista Arquitectura y Urbanismo, miembro del Comité de ICOMOS y vicepresidenta de DOCOMOMO. Es considerada la principal historiadora de la arquitectura cubana en la segunda mitad del siglo XX. En el año 2000 recibió el Premio de la Federación Panamericana de Arquitectos en Investigación y Teoría.

## Trayectoria
Nació en La Habana en 1951, en el municipio de Guanabacoa, al cual dedicó un especial interés como profesional, estudiando su patrimonio y recuperación patrimonial. 
Hacia finales de la década de los sesenta, en su época de estudiante, junto con un grupo de arquitectos cubanos, entre los que se encontraban Fernando Salinas, Roberto Segre y Mario Coyula Cowley, entre otros, Cárdenas fue protagonista en la lucha por recuperar la cultura arquitectónica y devolverle a la Facultad de Arquitectura de La Habana su perfil artístico y cultural, perdido tras la ocupación de la misma por el Ministerio de la Construcción en 1967. 
Eliana Cárdenas, se recibió de arquitecta en 1972 y se incorporó al Grupo de Investigación de Historia de la Arquitectura y el Urbanismo (GIHAH) dirigido por Roberto Segre, quien fuera su gran maestro, amigo y compañero de trabajo.
Dedicó especial interés a la investigación de una amplia selección de temas, la teoría, la historia e historiografía de la ciudad, la arquitectura, el arte y el diseño; el planeamiento territorial y urbano; la conservación y salvaguarda integral de ciudades y centros históricos en el contexto del desarrollo humano sostenible; la cultura e identidad cubana. Trabajó estos temas a través de la influencia de reconocidos profesores como William Alonso, Paulo Armindo de Azevedo, Mario Bonilla, Nikolai Godlevskii, Gui Bonsiepe, Carlos García Pleyán, Sven Hesselgren, Borja Huidobro, Moisei Kagan, Valeri Korchernikov, Kevin Lynch, Tomás Maldonado, Manuel Moreno Fraginals, Sylvio Mutal, Ricardo Porro, F. Prat Puig, Fernando Salinas, Claude Schnaidt, Roberto Segre, Orlando Suárez Tajonera, Edith Venado, Yukka Yukhileto, entre otros.
En 1990 fue jurado de la VII Bienal de Arquitectura de Quito.
En 2009 participó en proyecto de investigación entre la Facultad de Arquitectura en La Habana (CUJAE) y el Departamento de Urbanismo de la Universidad de Granada (UGR) Guanabacoa 2025: Hacia una sostenibilidad en defensa de la Identidad, motivo por el cual viaja a España en febrero de 2010 a participar de una serie de reuniones de investigación e impartir charlas y conferencias en diversas ciudades: Granada, Sevilla, Córdoba, Valladolid y Barcelona. Repentinamente, falleció de un derrame cerebral en Madrid el 4 de marzo, día en que su avión partía de regreso a casa en la ciudad de La Habana. En esos momentos se encontraba en la última fase de su tesis doctoral de segundo grado.

## Publicaciones e investigaciones
En sus últimas investigaciones prestó especial atención a los aportes que los enfoques de género podrían ofrecer a la terna crítica-teoría-práctica. Ello quedó plasmado en el proyecto El sentido de identidad en el ambiente construido habanero, donde se dedicó a las mujeres como usuarias de los espacios arquitectónicos y urbanos, este trabajo quedó inconcluso por su fallecimiento. 
Dentro de sus últimas charlas – dictadas en España en febrero de 2010- destacamos Ciudad, Arquitectura y Género en la Universidad de Granada; Procesos actuales de conservación del patrimonio urbano en el Instituto Universitario de Urbanismo de Valladolid; y Cuba: 50 años de arquitectura en la UPC en Barcelona.
A modo de homenaje y de puesta en valor de su trayectoria, desde el Departamento de Urbanismo de la Universidad de Granada y la Facultad de Arquitectura del ISPJAE en La Habana está en marcha el PROYECTO ECAR: “Ecar” es la forma en que Eliana firmaba sus documentos. Así, Proyecto Ecar es una campaña de sensibilización, transferencia de conocimientos y formación académica que pretende poner en valor la vida y obra de esta intelectual iberoamericana, y aunar a quienes estuvieron vinculados a ella tanto en Cuba como España para promover en Cuba pensamientos críticos sobre los procesos socio-territoriales actuales desde perspectivas por la igualdad y la sostenibilidad. Para ello se fomentarán dos cátedras existentes en la Facultad de Arquitectura de La Habana y la Facultad de Construcciones de la Universidad de Camagüey, dedicadas desde la extensión universitaria a fomentar la cultura urbano-arquitectónica.
Parte de su legado se encuentra en el International Archive of Women in Architecture en Virginia Tech, Estados Unidos.